# Topobea dodsonorum
Topobea dodsonorum là một loài thực vật có hoa trong họ Mua. Loài này được Wurdack miêu tả khoa học đầu tiên năm 1978.